# رونالدو آرونز
رونالدو آرونز (انگلیسی: Rolando Aarons؛ زادهٔ ۱۶ نوامبر ۱۹۹۵) یک بازیکن فوتبال اهل بریتانیا است.
از باشگاه‌هایی که در آن بازی کرده‌است می‌توان به باشگاه فوتبال بریستول سیتی اشاره کرد. وی در پست خط میانی تیم بازی می‌کند.
او در جامائیکا به دنیا آمد.

## زندگی حرفه‌ای
آرونز در ۲۰۱۲ به نیوکاسل یونایتد پیوست. او در ۸ فوریه ۲۰۱۳ برای اولین بار روی صندلی ذخیره تیم در بازی مقابل باشگاه فوتبال استوک سیتی نشست.